# Truus Loeff-van Someren Gréve

Wenende vrouw, Bennebroek

Geertruida Johanna (Truus) Loeff-van Someren Gréve (Pasuruan (Oost-Java), 12 juli 1904 – ?, 25 september 2001) was een Nederlands beeldhouwer en tekenaar.

## Leven en werk
Truus van Someren Gréve werd geboren op het eiland Java als dochter van administrateur Johan Mathias van Someren Gréve (1869-1941) en Wilhelmina Vincentina Krauss (1875-1944). Het gezin vestigde zich een aantal jaren later in Apeldoorn, waar Van Someren Gréve les kreeg van de uit Zeeland afkomstige beeldhouwer Pieter Puijpe. In 1925 toonde ze haar beeldhouwwerk, waaronder een buste van een schipper, bij kunsthandel Minderman in Apeldoorn. Nadat de familie naar Heemstede verhuisde, vervolgde Truus haar artistieke opleiding aan de Rijksakademie van beeldende kunsten in Amsterdam (1929-1934), als leerling van Jan Bronner en klasgenote van Frits Hoevenagel, Ien Hulshoff Pol en Pieter Starreveld.

Van Someren Gréve tekende en maakte als beeldhouwer onder meer portretten en een aantal gedenkpenningen. Ze werd lid van Kunst Zij Ons Doel in Haarlem en de Nederlandse Kring van Beeldhouwers en nam onder meer deel aan groepstentoonstellingen in het Frans Hals Museum in Haarlem (o.a. 1938, 1941 en 1947) en bij de Rotterdamse Kunstkring (1938). De beeldhouwster trouwde in 1938 met Cornelis Loeff (1893-1980), ambtenaar ter secretarie, met wie ze in Bennebroek ging wonen. In 1955 kochten zij er een huis langs de Bennebroekervaart, dat lokaal bekendstaat als het Huisje van Loeff. In 1960 schonk het echtpaar het schilderij Huis met de vossekop van haar voorvader Vincent Jansz van der Vinne aan het honderdjarig Frans Hals Museum.
In 1939 was Loeff-van Someren Gréve een van de oud-leerlingen van Bronner die deelnamen aan een huldetentoonstelling, ter gelegenheid van zijn zilveren jubileum als hoogleraar. Ze toonde haar werk ook op de tentoonstellingen Onze kunst van heden (1939-1940) en Kunst in Vrijheid (1945) in het Rijksmuseum Amsterdam. Niet lang na de bevrijding maakte de beeldhouwster een ontwerp voor een oorlogsmonument voor de gemeente Bennebroek. Het beeld, dat wel Wenende vrouw wordt genoemd, werd tegenover het gemeentehuis geplaatst en op 3 mei 1947 onthuld. Het toont een "symbolische vrouwenfiguur die tot bezinning komt na de jaren van strijd. Het zwaard in de rechterhand hangt krachteloos neer, terwijl zij haar linkerhand met een peinzend gebaar naar het voorhoofd heeft opgeheven." Kunstcritici noemden het "een knap gemodelleerde vrouwenfiguur" (1947) en "een allerbekoorlijkst beeld" (1950).
In 1949 vertegenwoordigde Loeff-van Someren Gréve Nederland op een internationale tentoonstelling van de Women's International Art Club in Londen, samen met Liesbeth Dobbelmann, Fri Heil, Nel Klaassen, Loekie Metz, Charlotte van Pallandt, Gra Rueb, Gerarda Rueter, Ton Sondaar en Louise Beijerman. Ook op latere leeftijd nam ze nog meerdere keren aan tentoonstellingen deel.
Truus Loeff-van Someren Gréve overleed kort voor haar 97e verjaardag.

## Enkele werken
- ca. 1933: bronzen buste van P.H. van Moerkerken jr. (1877-1951), hoogleraar iconografie en later directeur aan de Rijksakademie voor Beeldende Kunsten in Amsterdam
- 1935: Aglavaine, ontwerp gedenkpenning (7e plaats) t.g.v. het 100-jarig bestaan van de Koninklijke Van Kempen & Begeer.[16]
- ca. 1938: buste van hagiograaf Emile Erens (1865-1951).[17]
- 1940: Over de brug, ontwerp gedenkpenning (2e plaats) t.g.v. het 125-jarig bestaan van de Vereeniging ter Bevordering van de Belangen des Boekhandels.[18]
- 1940-1941: bronzen plaquette van oud-directeur dr. E.B. Wolff (1882-1941), geplaatst in de hal van het Nationaal Luchtvaart Laboratorium aan de Sloterweg in Amsterdam.
- 1947: Wenende vrouw in euville, Bennebroekerlaan, Bennebroek.
- 1960: buste van amateurgeoloog Pieter van der Lijn (1870–1964).
- 1985: Negerin met kind, Anemonenplein, Bennebroek.